# 1886 год в музыке

## События
- 21 марта — премьера Симфонии № 7 Антона Брукнера в Вене, дирижёр — Ханс Рихтер
- 19 июля — Ференц Лист исполняет свой последний концерт в Люксембурге[1]
- 8 государств принимают Бернскую конвенцию об охране литературных и художественных произведений, первое соглашение в области авторского права[2]
- Инструмент челеста изобретён Виктором Мюстелем[3]

## Классическая музыка
- Антон Аренский — «Маргарита Готье» (фантазия для оркестра), опус 9
- Шарль Борд — цикл песен «Paysages Tristes»
- Иоганнес Брамс — соната для виолончели № 2 фа-мажор, опус 99; соната для скрипки № 2 ля-мажор, опус 100; трио для фортепиано № 3 до-минор, опус 101
- Эмиль Вальдтейфель — вальс «Эспанья»
- Шарль Мари Видор — Симфония № 2, опус 54
- Александр Глазунов — пять новелетт для струнного квартета, опус 15; Симфония № 2, опус 16
- Эжен д’Альбер — Симфония фа-мажор, опус 4
- Антонин Дворжак — Славянские танцы
- Ханс Пфицнер — струнный квартет ре-минор
- Йозеф Райнбергер — струнный квартет № 2, опус 147
- Артур Салливан — кантата «Золотая легенда»
- Камиль Сен-Санс — «Карнавал животных», в том числе «Лебедь»; Симфония № 3
- Чарльз Вильерс Стэнфорд — квинтет для фортепиано ре-минор, опус 25
- Людвиг Тюйе — Симфония
- Габриэль Форе — Фортепианный квартет № 2
- Сезар Франк — соната для скрипки и фортепиано ля-мажор
- Джордж Уайтфилд Чедуик — Симфония № 2 си-бемоль мажор, опус 21
- Рихард Штраус — «Бурлеска для фортепиано с оркестром», «Из Италии»
- Венсан д’Энди — Симфония на тему песни французского горца

## Родились

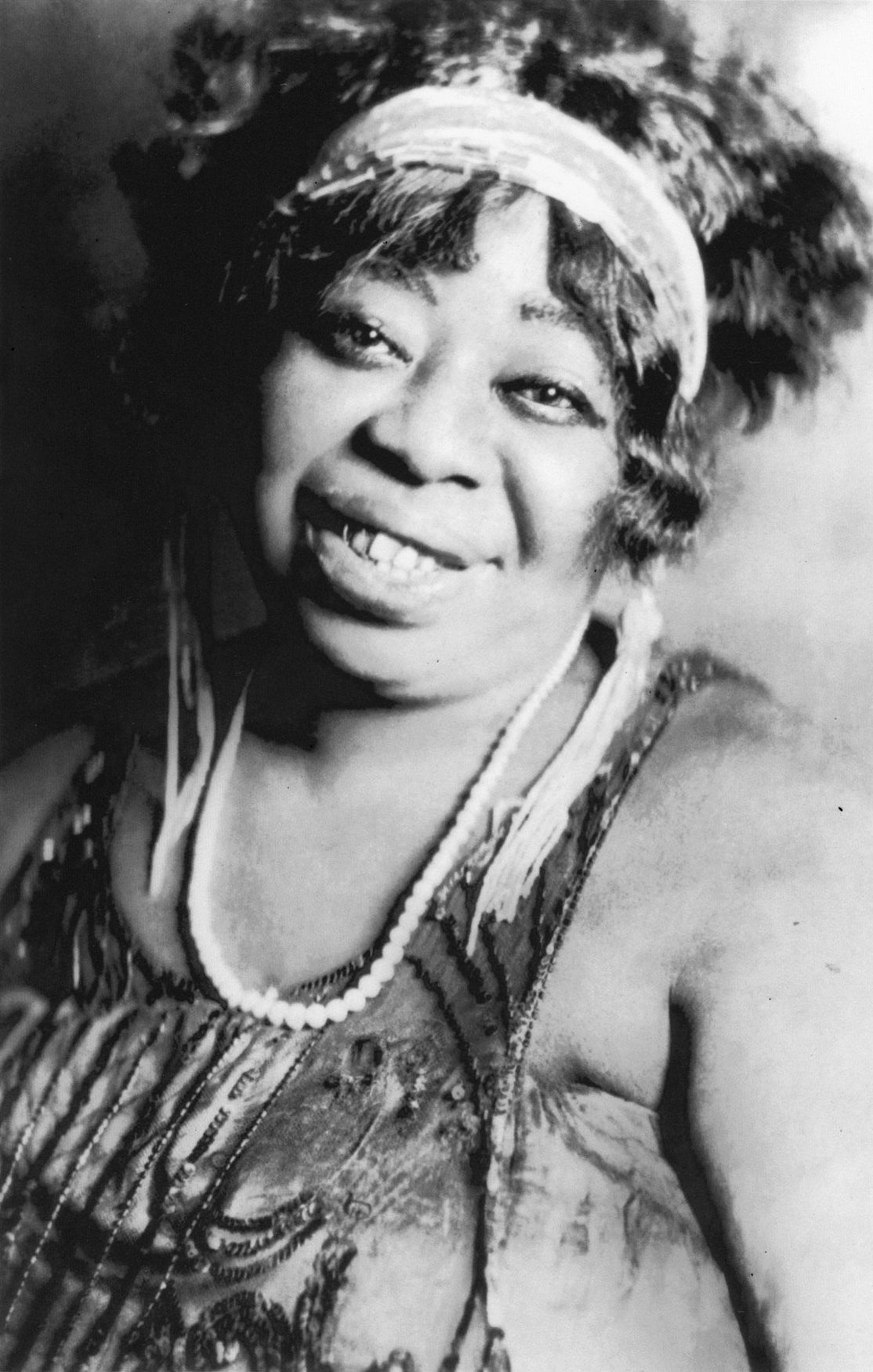
Ма Рейни

- 22 января — Джон Беккер (ум. 1961) — американский композитор, дирижёр, пианист и педагог
- 25 января — Вильгельм Фуртвенглер (ум. 1954) — немецкий дирижёр и композитор
- 3 марта — Реджинальд Оуэн Моррис (ум. 1948) — британский композитор и музыкальный педагог
- 26 апреля — Ма Рейни (ум. 1939) — американская блюзовая певица
- 30 апреля — Фрэнк Меррик[англ.] (ум. 1981) — британский пианист и композитор
- 3 мая — Марсель Дюпре (ум. 1971) — французский композитор, пианист и органист
- 13 мая — Иосиф Ахрон (ум. 1943) — русский и американский скрипач, композитор и музыкальный педагог
- 16 мая — Флорика Кристофоряну (ум. 1960) — румынская оперная певица.
- 24 мая — Поль Паре[фр.] (ум. 1979) — французский дирижёр, органист и композитор
- 26 мая — Эл Джолсон (ум. 1950) — американский певец и актёр
- 28 мая — Николай Соколов (ум. 1965) — американский композитор, дирижёр и скрипач украинского происхождения
- 9 июня — Косаку Ямада (ум. 1965) — японский композитор, дирижёр и музыкальный педагог
- 12 июня — Эдвард Рэй Гетц[англ.] (ум. 1954) — американский автор песен и продюсер
- 13 июня — Арт Хикмен[англ.] (ум. 1930) — американский барабанщик, пианист и бэндлидер
- 30 июня — Лауни Грёндаль[дат.] (ум. 1960) — датский композитор и дирижёр
- 4 июля — Генрих Каминский (ум. 1946) — немецкий композитор
- 5 августа — Карло Джорджо Гарофало (ум. 1962) — итальянский композитор и органист
- 8 августа — Пьетро Йон[англ.] (ум. 1943) — американский композитор и органист итальянского происхождения
- 19 августа — Роберт Хегер (ум. 1978) — немецкий дирижёр и композитор
- 27 августа — Эрик Коутс[англ.] (ум. 1957) — британский композитор
- 31 августа — Луис Вольф Гильберт (ум. 1970) — американский автор песен
- 1 сентября — Отмар Шёк (ум. 1957) — швейцарский композитор, дирижёр и пианист
- 25 сентября — Хесус Гуриди[исп.] (ум. 1961) — испанский композитор
- 6 октября — Эдвин Фишер (ум. 1960) — швейцарский пианист и дирижёр
- 6 ноября — Гас Кан (ум. 1941) — американский поэт-песенник немецкого происхождения
- 8 декабря — Джеймс Брокман[англ.] (ум. 1967) — американский автор песен
- 25 декабря — Кид Ори (ум. 1973) — американский джазовый тромбонист и бэндлидер

## Скончались
- 16 января

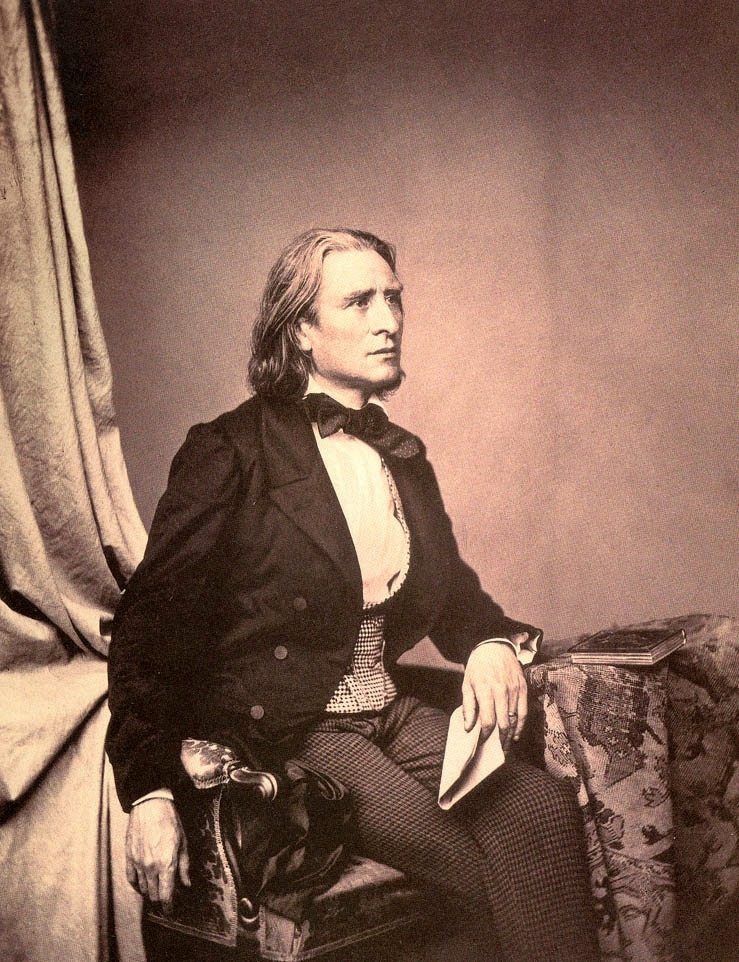
Ференц Лист

  - Джозеф Маас[англ.] (38) — британский оперный певец (тенор)
  - Амилькаре Понкьелли (51) — итальянский оперный композитор
- 16 февраля — Луи Кёлер (65) — немецкий композитор, музыковед и педагог
- 23 марта — Макс Вульфф[нем.] (46) — австрийский композитор
- 27 марта — Добри Чинтулов[болг.] (63) — болгарский поэт, педагог и композитор
- 31 марта — Мари Хайльброн[фр.] (34) — бельгийская оперная певица (сопрано)
- 13 апреля — Кароли Терн[венг.] (68) — венгерский пианист, дирижёр и композитор
- 23 июля — Эмиль Скариа[нем.] (45) — австрийский оперный певец (бас-баритон)
- 31 июля — Ференц Лист (74) — венгерский композитор, пианист, педагог, дирижёр и публицист
- 17 августа — Джон Вудкок Грэйвз[англ.] (91) — британский композитор
- 10 сентября — Джон Липтрот Хэттон[англ.] (76) — британский композитор, дирижёр, пианист и певец
- 14 сентября — Хуберт Рис[нем.] (84) — немецкий скрипач и композитор
- 15 октября — Вилхельм Кристиан Холм[дат.] (66) — датский композитор и альтист
- 9 ноября — Андреу Торон-и-Вакер (71) — каталонский изобретатель музыкальных инструментов и музыкант
- без точной даты — Ираклио Фернандес[англ.] (34 или 35) — венесуэльский композитор и музыкант